# Dialgaye
Dialgaye è un dipartimento del Burkina Faso classificato come comune, situato nella provincia  di Kouritenga, facente parte della Regione del Centro-Est.
Il dipartimento si compone del capoluogo e di altri 26 villaggi: Boulga, Dagamtenga, Dagamtenga Peulh, Dassoui, Gomtenga, Issiri Yaoguin, Kalmodo, Kalwenga, Kampoayargo, Kidibin, Kostenga, Lioulgou, Lioulgou-Peulh, Loanga, Nabdogo, Neneogo, Ouarghin, Passem-Noguin, Songpelcé, Tamissi, Ténoaghin, Toesse-Koulba, Vongo, Yélembasse, Zeguedega e Zeguedega Poessé.